# Antônio da Galícia
Antonio (em ucraniano:  Антоній, em russo:  Антоний; séc. XIV, ? - c.1376 ou 1377, Reino da Polônia) foi um padre católico romano, dominicano ou franciscano, participante das missões católicas na Rutênia.[carece de fontes?] Por volta de 1371, foi consagrado metropolita da Galícia (1371-1376 ou 1377) pelo patriarca Filoteu I de Constantinopla, com o titulo "Metropolita da Lituânia e Pequena Rússia".